# Незабудка лесная
Незабу́дка лесна́я (лат. Myosotis sylvatica) — вид рода Незабудка семейства Бурачниковые (Boraginaceae).

## Название
Научное ботаническое название рода Myosotis (myosōta и myosōtis, idis, от др.-греч. μύς — мышь и др.-греч. ούς, ωτός — ухо), «мышиное ухо», дано по форме и опушенности разворачивающихся из почки листьев ряда видов.
Русскоязычное родовое название незабудка считается переводом-калькой с нем. Vergissmeinnicht. В толковых словарях встречается с конца XVIII века в форме «незабудочка» или «незабудь меня», в 1847 впервые зафиксирована форма «незабудка». У Даля растение упоминается под народными названиями измодень, волосовая, горлянка.
Видовое название sylvatica происходит от лат. silvaticus со значением «лесной, лесистый». Русскоязычный вариант лесная является смысловым переводом латинского.

## Ботаническое описание[7][8]

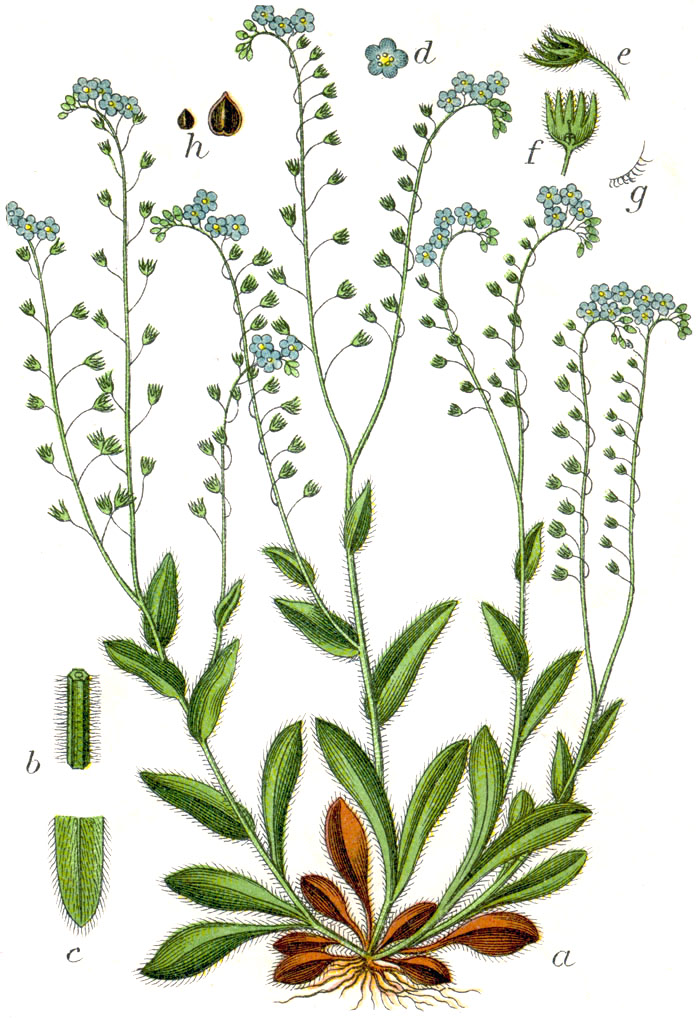

Многолетнее, иногда двулетнее травянистое растение высотой до 50 см.
Корневище тонкое, ветвистое, отчасти ползучее.
Стебли волосистые, сильно ветвящиеся, особенно в верхней части, растущие по нескольку штук из верхушек корневища. Прямые или восходящие, слегка опушенные.
Прикорневые листья примерно 8х3 см, овальные, длинночерешковые, собраны в розетку. Стеблевые — продолговато-ланцетные, волосистые.
Цветки до 1 см в диаметре, небесно-голубые, собраны в соцветия-завитки. Чашечка до 5 мм при плодоношении с короткими крючковатыми волосками ок. 0,2 мм длиной, зубцы линейные или узкотреугольные.
Плод — ценобий, который распадается на 4 яйцевидных эрема (орешковидные плодики) с килем.

## Распространение и экология[7]
Ареал охватывает центральную Европу, Европейскую часть России. Вид включен в ботанический атлас растений Ленинградской области.
Растёт в смешанных лесах, на опушках, в кустарниках, но практически не встречается в заболоченных местностях.

## Значение и применение
Поедается алтайским маралом (Cervus elaphus sibiricus).
Выращивается как декоративное растение, чаще всего двулетник. Имеет множество сортов с розовыми, синими и голубыми цветками. Точное видовое происхождение культиваров чаще всего установить невозможно (в селекции активно используется межвидовая гибридизация), но в популярных источниках к сортам незабудки лесной относят следующие:
- 'Blue Basket' — относительно высокий сорт, синие цветки[10];
- 'Blue Ball' — низкорослый сорт с фиолетово-синими цветками, образующий плотные пучки листьев[10][11];
- 'Music' — меньшая склонность к сгибанию, более крупные цветки[10];
- 'Pompadour' — компактный, шаровидный сорт, большие розовые цветки[10], по другой версии — высота кустиков 30 см, цветение раннее, цветки темно-голубые[12];
- 'Snowball' — белые цветки[10];
- 'Ultramarine' — низкий сорт, голубые цветки[10];
- 'Victoria Rose' — бледно-розовые цветки[10];
- 'Компинди', 'Миро', 'Роггли' — шаровидные кустики высотой 15 см, цветение очень обильное, цветки синие или темно-голубые, хорошо подходят для выращивания в садовых вазах, подвесных корзинках[12];
- 'Дункельблауэр Турм' -овальные кустики высотой 25 см, цветение пышное, окраска цветков синяя[12];
- серия 'Сильва' — шаровидные кустики высотой 20 см, цветение очень обильное, окраска цветков темно-голубая, розовая и белая[12];
- серия 'Магнум' — шаровидные кустики высотой 15 см, цветки розовые, белые, голубые и смесь окрасок[12];
- 'Blauer Korb' — куст колонновидный, до 40 см в высоту, цветки голубые[11];
- 'Indigo Compacta' — цветки интенсивно-синие[11];
- 'Ultramarine' — низкорослый куст до 20 см высотой, цветки ярко-голубые[11];
- 'Amethyst' — низкорослый куст до 20 см высотой, цветки темно-синие[11];
- 'Carmine King' — низкорослый куст до 20 см высотой, цветки темно-розовые[11];
- 'White Ball' — низкорослый куст до 20 см высотой, цветки белые[11].

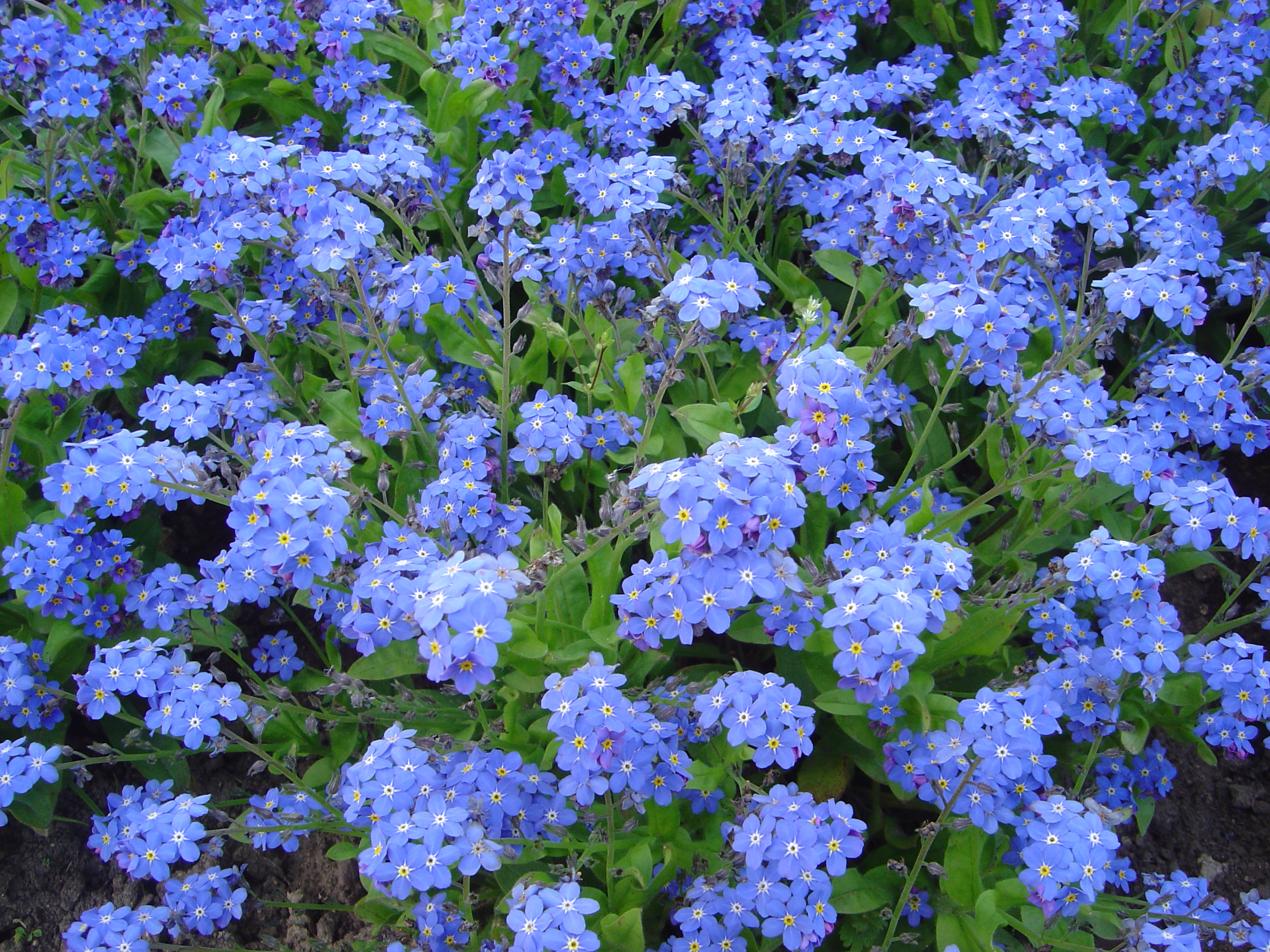
сорт 'Victoria'
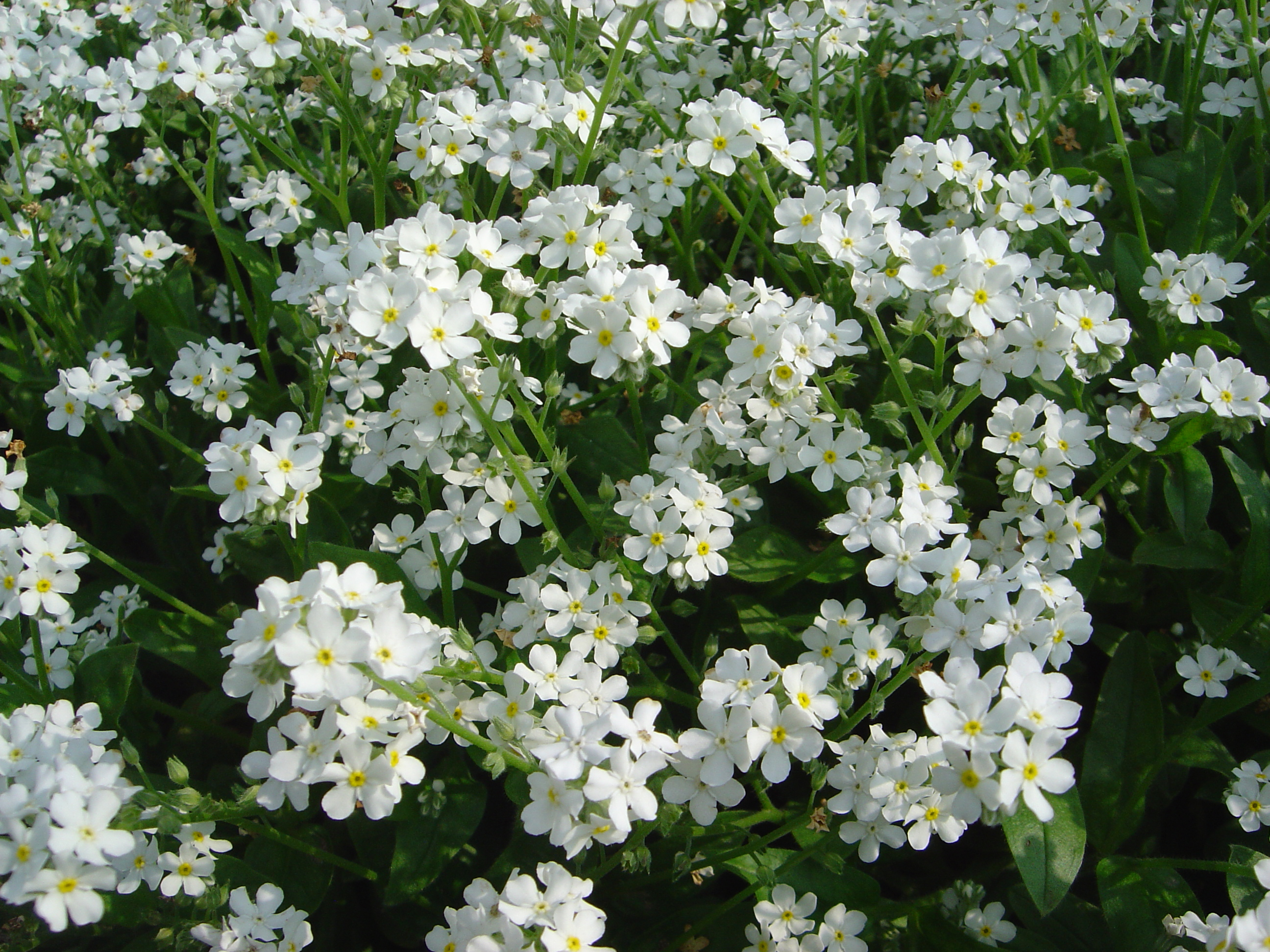
сорт 'Snowsylva' (сортосерия 'Сильва')
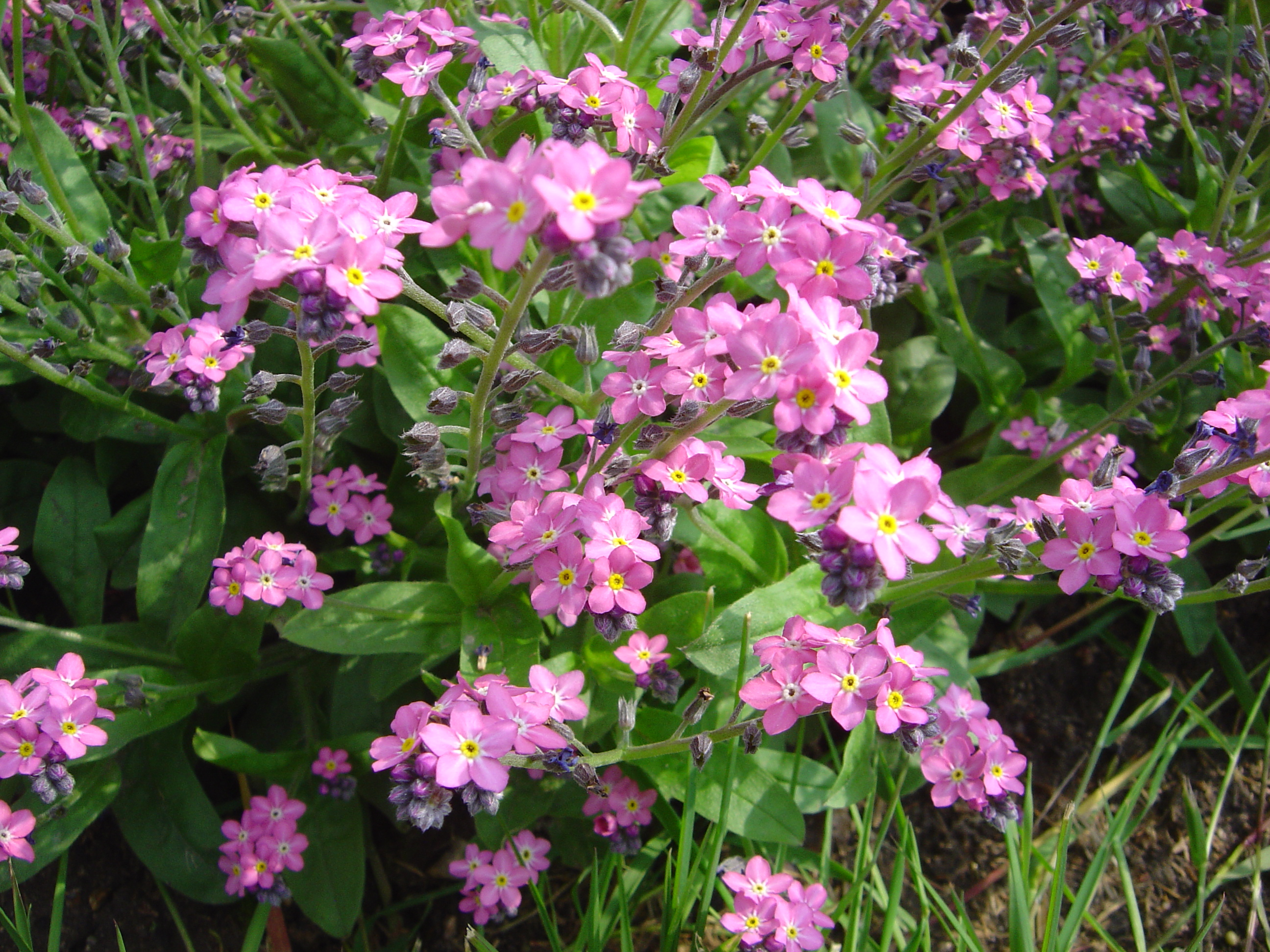
сорт 'Rosylva' (сортосерия 'Сильва')
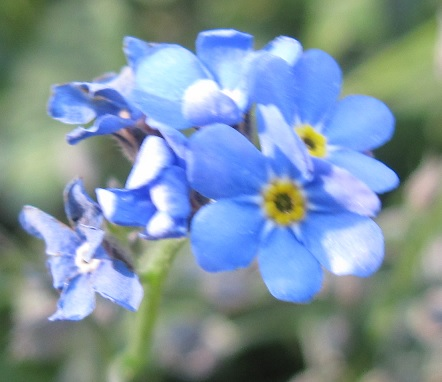
сорт 'Bluesylva' (сортосерия 'Сильва')

## Классификация

### Таксономия[13]
Myosotis sylvatica  Hoffm., 1791, Deutschl. Fl. Bot. Taschenb. 1: 61
Вид Незабудка лесная относится к роду Незабудка  (Myosotis) семейства Бурачниковые (Boraginaceae) порядка Бурачникоцветные (Boraginales). Кладограмма в соответствии с Системой APG IV по состоянию на июнь 2023 года:
|  |                                      |  |                                   | порядок Бурачникоцветные |  | семейство Бурачниковые - 153 ботанических рода |  | род Незабудка - 155 подтвержденных видов |  | Незабудка лесная |
|  |                                      |  |                                   | порядок Бурачникоцветные |  | семейство Бурачниковые - 153 ботанических рода |  | род Незабудка - 155 подтвержденных видов |  | Незабудка лесная |
|  | отдел Цветковые, или Покрытосеменные |  |                                   |                          |  |                                                |  |                                          |  |                  |
|  |                                      |  |                                   |                          |  |                                                |  |                                          |  |                  |
|  |                                      |  | ещё 63 порядка цветковых растений |                          |  |                                                |  |                                          |  |                  |
|  |                                      |  |                                   |                          |  |                                                |  |                                          |  |                  |

### Внутривидовые таксоны
- Myosotis sylvatica  subsp. cyanea (Hayek) Vestergr.
- Myosotis sylvatica  subsp. elongata (Strobl) Grau

### Синонимы
- Myosotis sylvatica  var. sylvatica
- Myosotis sylvatica  f. sylvatica